# Ban Chao

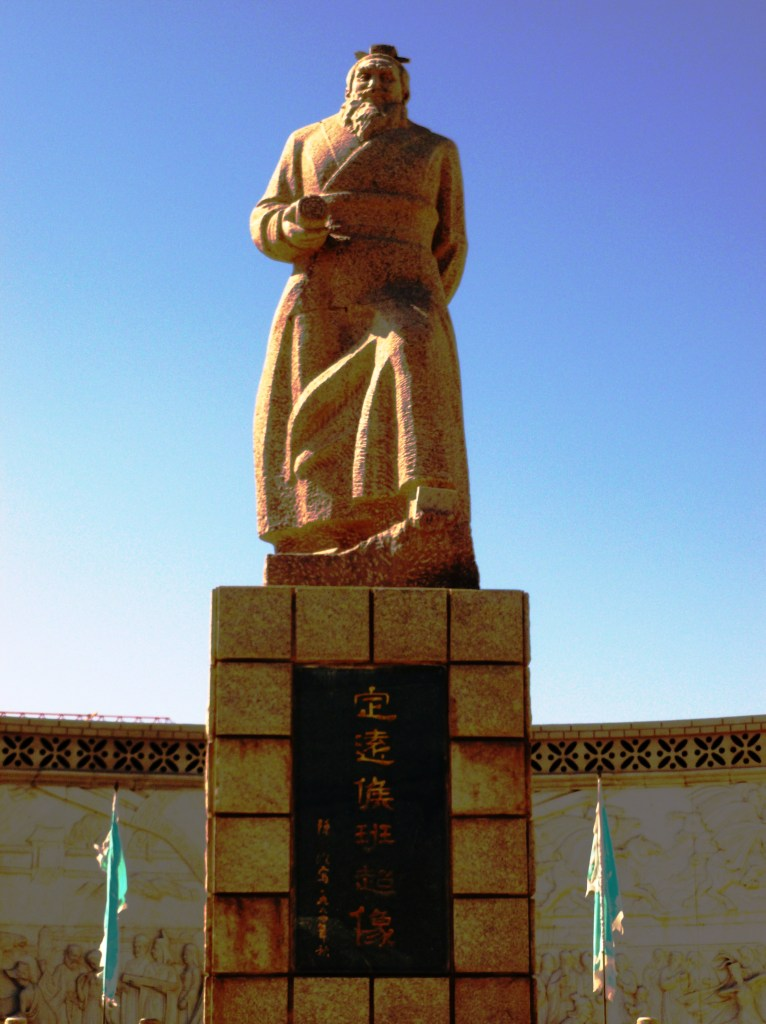
Statue von Ban Chao in Kaschgar

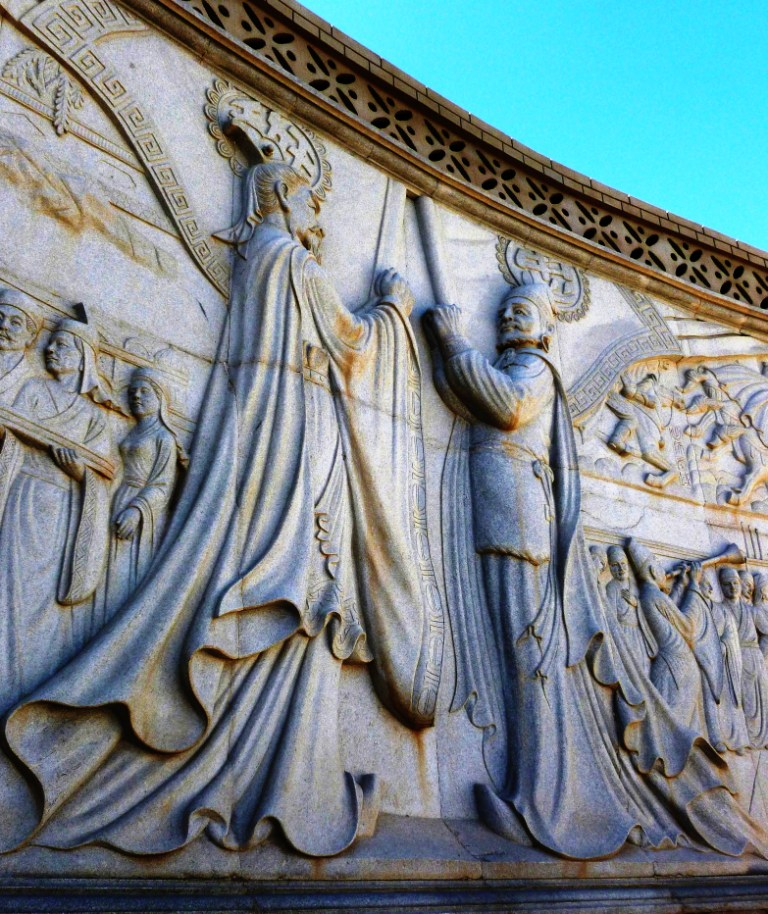
Ban Chao und König Zhong von Kaschgar

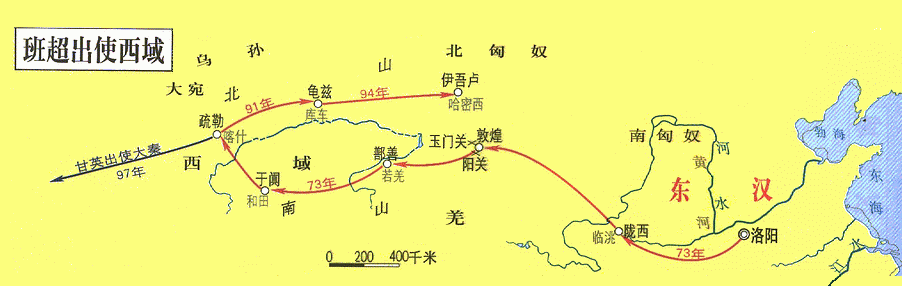
Route des Ban Chao

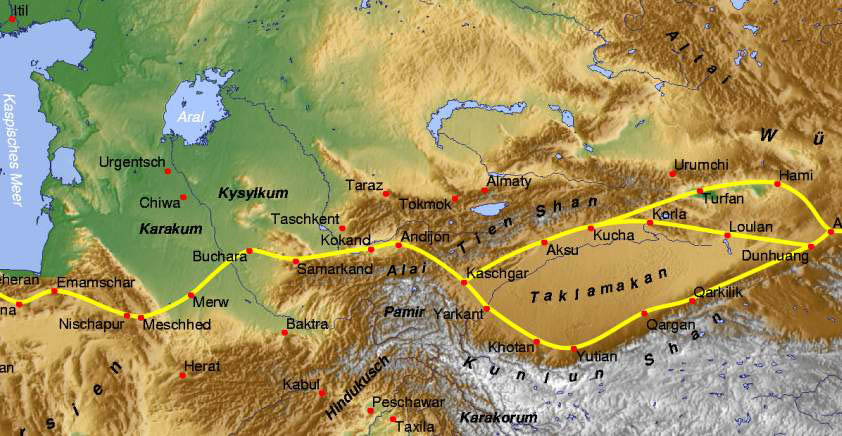
Zentralasien mit Tarimbecken (rechts) und dem Verlauf der Seidenstraße (gelb)

Ban Chao (chinesisch 班超, Pinyin Bān Chāo, IPA (hochchinesisch) [b̥an5 tʂʰɑo̯5], W.-G. Pan Ch'ao; * 32; † 102), Großjährigkeitsname Zhong Sheng (chinesisch 仲升, Pinyin Zhòng Shēng, W.-G. Chung Sheng) war ein chinesischer Feldherr zur Zeit der Han-Dynastie.

## Leben
Ban Chao stammte aus einer angesehenen, aber armen Literatenfamilie. Sein Vater war Ban Biao, sein Bruder Ban Gu war Hauptautor des Geschichtswerks Han Shu, auch seine jüngere Schwester Ban Zhao war Historikerin. Ban Gu bekam eine Stelle an der kaiserlichen Bibliothek. Ban Chao und seine Mutter begleiteten ihn nach Luoyang, wo Ban Chao als Schreiber für die Regierung arbeitete. Später bekam er eine bessere Stelle im Orchideenpalast, die er jedoch aufgrund eines nicht näher bekannten Vergehens verlor.
Im Jahre 73 nahm Ban Chao – bereits 40-jährig – an der von General Dou Gu geführten Strafexpedition gegen die Xiongnu teil, wo er sich als Kommandeur einer Einheit auszeichnete. Dou Gu machte ihn deshalb zum Mitglied der Gesandtschaft, die unter Guo Xun die westlichen Regionen besuchte. Als die Gesandtschaft in der Hauptstadt des Staates Shanshan ankam, tötete sie die fast gleichzeitig eintreffende Gesandtschaft der Xiongnu und präsentierten dem König Guang die Köpfe der Getöteten. Dies bewog König Guang dazu, sich dem chinesischen Kaiser zu unterwerfen und Geiseln nach Luoyang zu senden. Nach diesem Erfolg kamen Dou Gu und Kaiser Ming überein, Ban Chao auf längerfristige Einsätze im Westen zu senden. Er wurde in den Rang eines Majors befördert, auf zusätzliche Soldaten verzichtete er jedoch. Seiner Meinung nach war er mit mehr als 30 Männern nicht beweglich genug.
Ban Chao zog südlich des Tarimbeckens nach Hotan, wo er von König Guangde kühl empfangen wurde. Er tötete den Wahrsager des Königs, der von Ban Chao ein Pferd als Geschenk verlangt hatte, worauf Guangde so beeindruckt war, dass er den Vertreter der Xiongnu hinrichten ließ und sich Kaiser Ming unterwarf. In Kaschgar war kurz vor Ban Chaos Ankunft im Jahre 74 der König abgesetzt und durch einen Statthalter des Königs Jian von Qiuzi namens Douti ersetzt worden. Douti wurde von den Männern von Ban Chao festgesetzt und ein Nachkomme der einheimischen Königsfamilie namens Zhong inthronisiert. Douti durfte unverletzt nach Qiuzi zurückkehren. Im Folgejahr brach in Yanqi mit Unterstützung der Xiongnu eine große Revolte aus, bei der der Protektor-General Chen Mu getötet wurde. Der Kaiserhof fürchtete, seine Truppen könnten eingekreist werden und rief sie zurück, die Verbündeten von Ban Chao werteten den Rückzug jedoch als Verrat und hielten ihn in Yutian fest. Ban Chao führte den Krieg deshalb auf eigene Faust weiter und besetzte 78 erneut Kaschgar, dazu Aksu und Turfan. Kaschgar wurde in den Folgejahren Operationsbasis von Ban Chao, zum Beispiel beim Angriff auf Gumo im Jahre 78. Pläne, Im Jahre 83 Qiuzi anzugreifen, musste Ban Chao fallen lassen, wenngleich er sich die Unterstützung von Kaiser Zhang und dem Nachbarstaat Wusun bereits gesichert hatte.
Im Jahre 84 zog Ban Chao gegen den König von Suoju ins Feld, musste jedoch zurück nach Kaschgar eilen, weil König Zhong von Kaschgar gegen ihn rebellierte. Ban Chao rief die Verbündeten des Han-Kaisers zusammen und sandte der Geschenke an die Yuezhi und die Kangju, die König Zhong unterstützten. König Zhong musste sich zurückziehen und machte das falsche Versprechen, sich den Chinesen zu unterwerfen. Ban Chao durchschaute ihn und tötete ihm auf dem Bankett, das zur Unterwerfungszeremonie vorbereitet worden war. Der Staat Suoju wurde im Jahr 86 oder 87 mittels einer Kriegslist besiegt, obwohl Qiuzi mit 50.000 Mann Suoju unterstützte. Im Jahre 90 griffen die Yuezhi das von Ban Chao verwaltete Territorium an, weil Letzterer ihren Wunsch nach einer chinesischen Prinzessin abgeschlagen hatte. Ban Chao besiegte diese 70.000 Mann starke Armee mit einer Taktik der verbrannten Erde und tötete den Abgesandten der Yuezhi, die in Qiuzi Nahrungsmittel beschaffen sollten. Die Yuezhi mussten abziehen und ihre Unterwerfung bekräftigen. Nachdem gleichzeitig Dou Xian die Nördlichen Xiongnu besiegt hatte, unterwarfen sich auch Qiuzi, Gumo und Wensu dem chinesischen Kaiser. Ban Chao war am Höhepunkt seines Einflusses, wurde zum Protektor-General ernannt und bezog in Qiuzi Quartier. Im Jahre 94 rächte er den Tod von Chen Mu im Jahre 75, indem er gegen Yanqi ins Feld zog, König Guang töten ließ und die Stadt zur Plünderung freigab. Danach platzierte er Prinz Yuanmeng, der viele Jahre als Geisel in China verbracht hatte, auf den Thron.
Im Jahre 97 entsandte er Gan Ying auf seine berühmte Expedition in Richtung Westen, wonach aus weit entfernten Staaten Tributzahlungen eintrafen. Gan Ying sollte als Botschafter zu den Römern ziehen, deren Reich die Chinesen Daqin nannten. Gan Ying wurde aber von den Parthern überredet, von der Weiterreise abzusehen. Daher tauchten erst 166 Botschafter des Römischen Kaisers Mark Aurel in China auf, aber wahrscheinlich handelte es sich bei diesen „Gesandten“ nur um römische Kaufleute (Römisch-chinesische Beziehungen).Beleg fehlt
Im Jahr 100 bat Ban Chao den Kaiser, sich in den Ruhestand zurückziehen zu dürfen, was 102 durch Mitwirkung seiner Schwester genehmigt wurde. Er ging nach Luoyang zurück, wo er einen Monat später starb. Die Position des Protektor-Generals übernahm Ren Shang, der jedoch bereits im Jahre 106 gegen allgemeine Aufstände gegen die chinesische Herrschaft kämpfen musste. Im Jahre 107 gab die Han-Dynastie die westlichen Regionen auf. Ban Chaos Sohn Ban Yong führte 123–127 erneut Feldzüge im Tarimbecken.Beleg fehlt